# پاله ویلسون

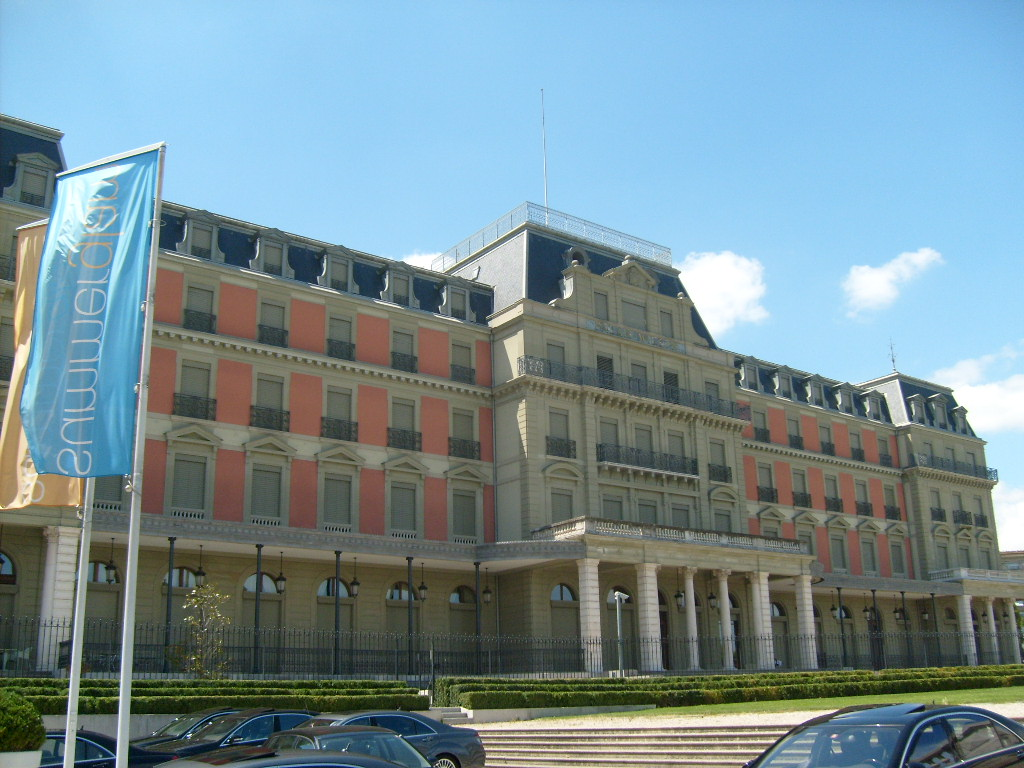
پاله ویلسون

پاله ویلسون (فرانسوی: Palais Wilson‎) ساختمانی در کرانهٔ غربی دریاچه لمان در ژنو سوئیس است که اکنون مقر کمیساریای عالی حقوق بشر سازمان ملل متحد در آن قرار دارد. از ۱ نوامبر ۱۹۲۰ تا ۱۷ فوریه ۱۹۳۷، مقر جامعه ملل هم در این ساختمان قرار داشت. نام آن به افتخار رئیس‌جمهور آمریکا توماس وودرو ویلسون انتخاب شده‌است، که در تأسیس جامعه ملل نقشی مهم داشت.
این ساختمان ابتدا بین سال‌های ۱۸۷۳ تا ۷۵ میلادی با عنوان هتل ناسیونال ساخته شد و ۲۲۵ اتاق در ۵ طبقه دارد و در سال ۱۹۳۲ بخشی شیشه‌ای به آن افزوده شده‌است.